# Сеге (Виченца)
Сеге је насеље у Италији у округу Виченца, региону Венето.
Према процени из 2011. у насељу је живело 591 становника. Насеље се налази на надморској висини од 278 м.